# W.H. Bramble Airport
W.H. Bramble Airport is een voormalige luchthaven op het Brits overzees gebied Montserrat. In 1997 werd de luchthaven verwoest door de uitbarsting van de vulkaan Soufrière. Acht jaar na de verwoesting opende op Montserrat het nieuwe vliegveld Gerald's Airport. In de jaren hiertussen werd het vervoer naar en van Montserrat geregeld via een veerdienst naar Antigua en door middel van helikopters.
W.H. Bramble Airport is vernoemd naar de Monserrataanse politicus William Henry Bramble die van januari 1960 tot december 1970 minister-president was van Montserrat. Het vliegveld lag aan de oostkust van het eiland.
De nieuwe luchthaven Gerald's Airport nam zowel de IATA-luchthavencode als de ICAO-code over.

## Maatschappijen
De volgende luchtvaartmaatschappijen vlogen op W H. Bramble Airport:
- LIAT
- Winair
- Montserrat Airways
- Carib Aviation
- en soms American Eagle Airlines